# Double articulation
Pour les articles homonymes, voir articulation.
La double articulation est un concept linguistique, propre au langage humain : toutes les langues humaines sont des systèmes de communication doublement articulés. La première articulation est celle faite, entre les plus petites unités porteuses de sens (les morphèmes), qui sert à créer un énoncé ayant une signification. La deuxième articulation est celle dans ces morphèmes, d'unités plus petites (les phonèmes), qui ont pour fonction de distinguer les monèmes entre eux.

## Théorie
Lorsque nous rendons compte de toute expérience par le biais du langage, nous utilisons, d'une part, des unités significatives (unités de première articulation) et d'autre part des unités distinctives (unités de deuxième articulation).

### 1rearticulation: articulation des monèmes
La première articulation est celle qui fait que l'expérience rendue par le langage s'articule en unités successives et significatives, les monèmes (appelés couramment "morphème"). Les monèmes ont donc une forme et un sens (un signifiant et un signifié, si l'on veut faire le parallèle avec le signe linguistique de Saussure). Ils se combinent entre eux pour permettre de créer un énoncé ayant une signification.
Concrètement, si nous prenons l'exemple de l'énoncé :
celui-ci est composé de six monèmes : le monème de définition <le>,le monème unique <e> représentant en réalité le monème de masculin ET de singulier !   le monème <chat> et le monème <dort> qui représente en réalité 2 monèmes: le concept de <dormir>, et l'indice de temps: présent [dor] . 
Le monème est donc la plus petite unité signifiante existante, raison pour laquelle les temps, le pluriel, etc. sont des monèmes (à l'inverse, un mot composé comme chaise longue ne sera pas analysé en deux monèmes car chaise longue commute avec table, par exemple, il sera appelé synthème, car composé de 2 monèmes qui n'ont pas, dans ce cas, leur autonomie (on ne peut pas dire la chaise très longue sous peine de ne plus désigner la même réalité, on dira la chaise longue très longue).

### 2earticulation: articulation des phonèmes
La forme des monèmes s'articule en unités plus petites de seconde articulation, appelées unités distinctives, les phonèmes. Ces unités n'ont pas de sens, mais ont pour fonction de distinguer les monèmes entre eux. Par exemple :
la substitution du phonème /ʃ/ et /R/ entraîne une modification du monème :
l'opposition [R] et [r] (roulé) n'est pas pertinente en français. Ce ne sont donc pas des phonèmes différents, mais des réalisations différentes d'un même phonème (donc, 2 sons différents mais un seul phonème). Les deux prononciations peuvent coexister sans que cela ne change le sens du monème.
En revanche, dans d'autres langues, cette opposition est pertinente et on est bien en présence de 2 phonèmes distincts.  
Autre exemple, en japonais, l'opposition [l] et [r] n'est pas pertinente, ceux-ci pourront coexister sans changer le sens du monème, comme pour [ʁ] et [r] en français.  
C'est le linguiste André Martinet qui a le premier relevé la double articulation du langage, qui singularise le langage humain (par opposition aux langages formels) : 
On peut schématiser de la façon suivante :
Nomenclature
Structure
liste de mots
ex: dictionnaire 	agencement de combinaisons
On peut faire une comparaison avec un jeu d'échecs. Chaque pièce se déplace différemment sur l'échiquier, mais la combinaison de ces pièces donne à chacune sa valeur par rapport au reste du jeu.